# Laxmannia grandiflora
Laxmannia grandiflora là một loài thực vật có hoa trong họ Măng tây. Loài này được Lindl. mô tả khoa học đầu tiên năm 1840.